# Religie abrahamowe

Symbole najważniejszych religii abrahamowych (kolejno: chrześcijaństwo; islam; judaizm; bahaizm)

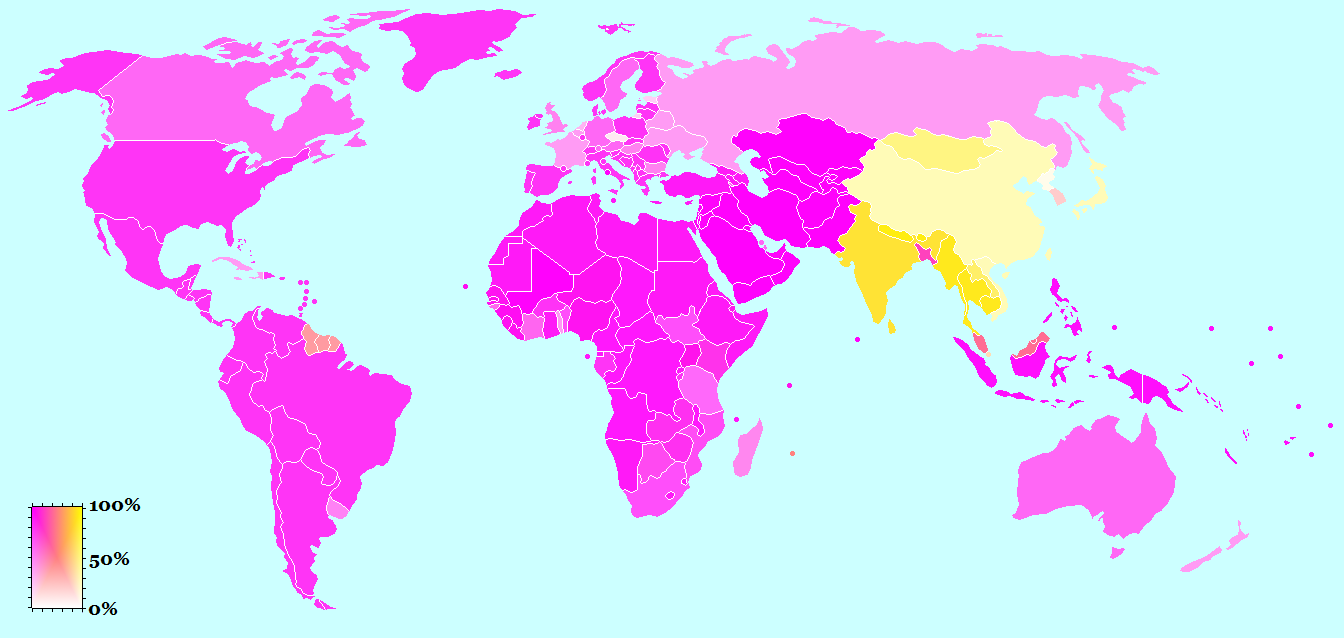
Zasięg religii abrahamowych (różowy).

Religie abrahamowe lub abrahamiczne – religie mające swe korzenie w starożytnych przekazach żydowskiej świętej księgi Tory o Abrahamie, biblijnym patriarsze.
Każda religia abrahamowa do pewnego stopnia wywodzi się z pierwotnego judaizmu (jahwizmu). Religie abrahamowe, w większości monoteistyczne, stanowią większość wyznawanych na świecie religii. Są to religie bazujące na Pięcioksięgu, lub też na tekstach wywodzących się od niego. Muzułmanie nazywają wyznawców większości religii abrahamowych ludami Księgi (po arabsku ahl al-kitab), co dotyczy jednak niemal wyłącznie religii starszych od islamu.
Trzema głównymi religiami abrahamowymi są judaizm, chrześcijaństwo i islam. Pozostałe to: babizm (i azalityzm), bahaizm, karaimizm, druzyzm, mandeizm, ruch Rastafari, samarytanizm. Sikhizm łączy cechy religii abrahamowej i dharmicznej, a voodoo – chrześcijaństwa i politeistycznych wierzeń afrykańskich.
Według niektórych badaczy zaratusztrianizm wywarł wyraźny wpływ na judaizm, a poprzez niego także na chrześcijaństwo oraz inne religie abrahamowe. Według części religioznawców istnieją poważne przesłanki do twierdzenia, że takie podstawowe zasady tych religii jak Sąd Ostateczny, wędrówka duszy po śmierci do piekła lub nieba, wiara w istnienie diabła i nadejście mesjasza powstały pod silnym oddziaływaniem zaratusztrianizmu.
Według innych zbieżności między wierzeniami Hebrajczyków a egipskim kultem Atona (nazwa podobna do hebrajskiego imienia Boga – Adonaj) mogą świadczyć o tym, że Hebrajczycy ulegli wpływom monoteistycznej doktryny Echnatona. Teoria ta akcentuje silne więzi Hebrajczyków z Egiptem i wiąże powstanie kultu Atona lub Jahwe z biblijnym exodusem. Inne hipotezy dotyczą henoteistycznego charakteru pierwotnej religii Hebrajczyków, w której główną rolę odgrywał bóg wojny JHWH Zastępów (pochodzenia midianickiego?). W Biblii spisano świadectwa pokazujące kulty lokalne, sprawowane „na wyżynach”, na przykład na górze Garizim.

## Cechy charakterystyczne
Poniższe cechy są typowe dla religii abrahamowych, lecz od każdego z punktów istnieją istotne wyjątki
- wiara w pierwszych ludzi (tzw. Adam i Ewa), którzy zostali wygnani z raju ze względu na to, że zgrzeszyli poznaniem dobra i zła
- monoteizm i ostre potępienie politeizmu
- przekonanie o linearnym charakterze historii i zbliżającym się Dniu Sądu
- nacisk na etykę: wiara w wieczne potępienie lub zbawienie zależne od wiary i uczynków na ziemi
- obecność pojęcia grzechu, który może być odpuszczony (w odróżnieniu od istniejącego w religiach orientalnych prawa karmy)
- potępianie bałwochwalstwa
- opieranie się na autorytecie świętych ksiąg uważanych za objawione przez Boga
- uznanie Jerozolimy za miejsce święte